# Théodoros Rechtouni
Pour les articles homonymes, voir Théodôros.
Théodoros Rechtouni (en arménien Թեոդորոս Ռշտունի), mort en 656, est un marzban d'Arménie de 643 à 645 et un prince d'Arménie de 646 à 655.

## Fidélité à Byzance
En 628, il soutient la candidature de Kristapor II d'Apahounik comme patriarche arménien, mais ce dernier s'aliène une partie de la noblesse et est déposé en 630. 
Après la victoire de l'empereur Héraclius sur la Perse sassanide, l'Arménie est déchirée entre les conflits des différents chefs de familles. Ceux-ci se liguent contre le marzban Davith Saharouni et le déposent en 638. Il n'y a pas de prince pour lui succéder, chaque nakharar dirigeant ses terres de manière indépendante. L'un des seuls nakharark à comprendre le danger arabe et à s'y préparer est Théodoros Rechtouni.
En effet, après avoir perdu la bataille d'al-Qadisiyya (636), les Perses ne peuvent plus résister à la poussée musulmane et leur empire est occupé en une quinzaine d'années. Les premiers raids arabes contre l'Arménie commencent en 640 et ont lieu chaque année. La défense du pays est confiée à Théodoros Rechtouni et à Procope, mais les deux hommes ne s'entendent pas et se séparent. Théodoros défait les Arabes en 640, tandis que Procope est battu. Le 6 octobre 642, une armée arabe prend Dvin, massacre 12 000 habitants, et revient avec 35 000 captifs. Théodoros échoue en tentant de les surprendre et de les défaire. En 641, à la mort du patriarche Ezra, Théodoros fait élire Nersès III. En 643, l'empereur Constant II le nomme généralissime en chef des armées arménienne et probablement prince d'Arménie.
En 645, Varaz-Tiroç II Bagratouni, un précédent marzban qui a été exilé en Afrique, revient en Arménie et Théodoros et Nersès III, connaissant sa valeur, se déclarent en sa faveur. L'empereur accepte de le faire prince d'Arménie, mais Varaz-Tiroç meurt peu après. Cherchant à neutraliser la noblesse arménienne, la cour byzantine nomme Smbat V Bagratouni, le fils de Varaz-Tiroç, et Théodoros comme princes d'Arménie, et ceux-ci luttent de concert contre les Arabes avec un certain succès.

## Fidélité aux Arabes
Constant II tente alors de ramener l'Église arménienne au rite orthodoxe et envoie en Arménie un docteur en théologie, David de Bagravand, pour proposer une formule d'union. Le concile qui réunit évêques et nakharark à Dvin vers 648-649 rejette cette formule, et l'empereur, irrité, destitue Théodoros pour le remplacer par Smbat et demande aux deux nakharark de rejoindre les armées byzantines en Cilicie en vue d'une campagne contre les Arabes. Théodoros refuse de s'y rendre et envoie son fils Vard Rechtouni, qui abandonne les troupes byzantines au bord de l'Euphrate, lesquelles sont taillées en pièces par les musulmans. Pour éviter la colère de Constant, Théodoros se rallie au calife Uthman (653), suivi par une grande partie de la noblesse arménienne.
Constant II réagit et entre en Arménie à la tête d'une armée de cent mille hommes, rejetant un ultimatum du calife. La plupart des nakharark et le patriarche Nersès III se désolidarisent de Théodoros et rendent l'hommage à l'empereur. Théodoros emprisonne les envoyés byzantins et se replie dans l'île d'Aghtamar, sur le lac de Van, où l'empereur est impuissant à le faire prisonnier. Constant occupe Dvin, nomme Mouchel Mamikonian comme prince d'Arménie et entreprend de convertir la population. Il quitte ensuite le pays en laissant un gouverneur byzantin, Maurianos. 
Théodoros sort alors de sa retraite et se rend à Damas où le calife lui confie une armée, qui lui permet d'éliminer les Byzantins et de se faire reconnaître prince par les nakharark. Mouchel Mamikonian fait sa soumission et renonce à son titre de prince d'Arménie. Mais l'hiver 654 arrive et les soldats arabes, peu habitués aux rigueurs du froid, ne peuvent combattre, ce qui permet aux Byzantins de reconquérir une partie de l'Arménie, autour de Dvin. Au printemps 655, Maurianos est surpris par une armée arabe et s'enfuit en Géorgie, pendant que les Arabes pillent les principales villes arméniennes. Théodoros est exilé par le calife à Damas et y meurt l'année suivante.